# Heimg’funden

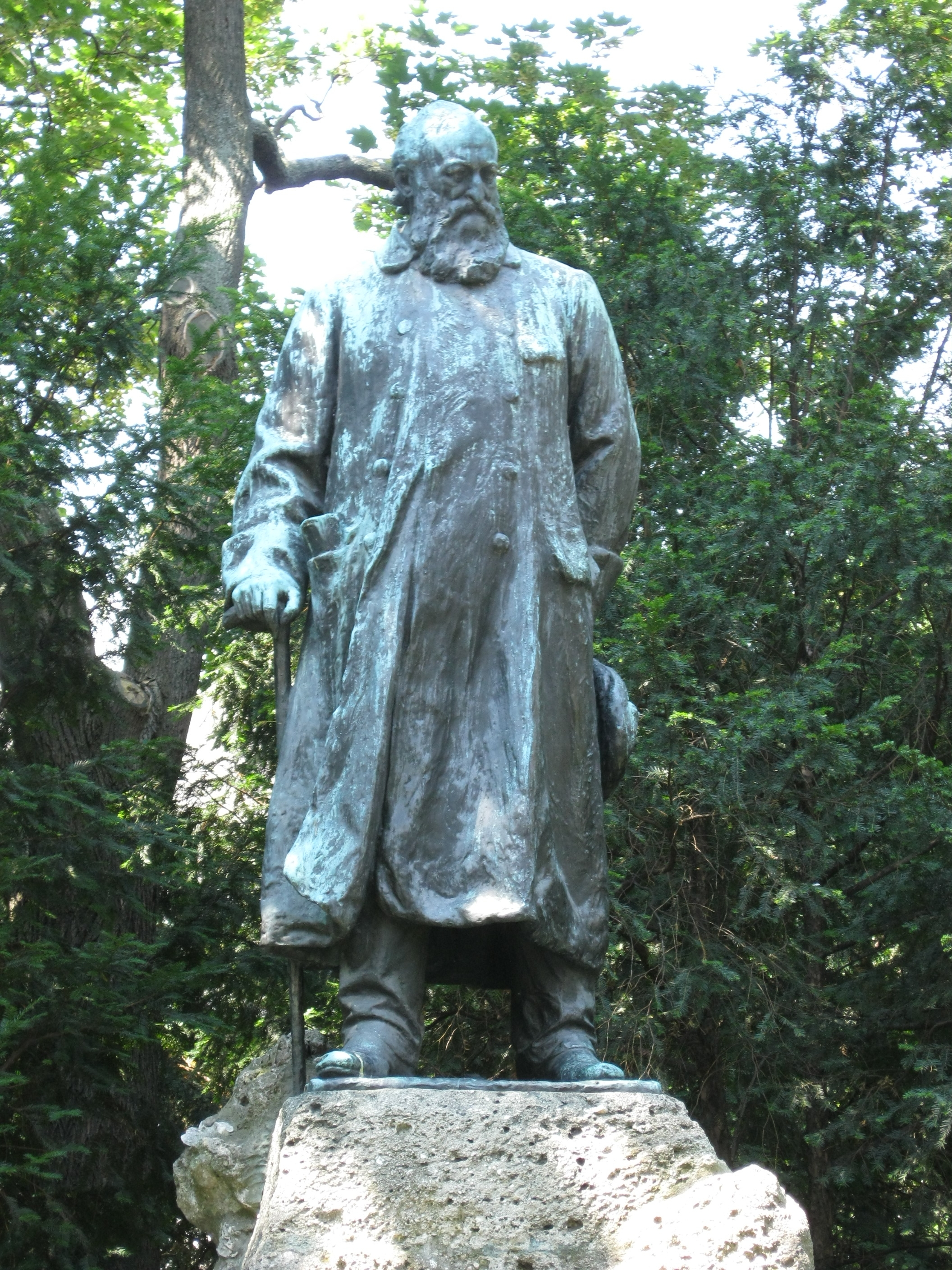
Denkmal Ludwig Anzengrubers in Wien

Heimg'funden ist eine „Wiener Weihnachtskomödie“ in drei Akten von Ludwig Anzengruber, die am 25. Dezember 1885 im Stadttheater Teplitz uraufgeführt wurde.

## Inhalt
Das Stück spielt in Wien und handelt von dem Wiener Advokaten Dr. Artur Hammer, der kurz vor Weihnachten bankrottgeht. Er möchte seiner Frau Hermine und seiner 16-jährigen Tochter Alwine die Pleite nicht gestehen und plant, sich das Leben zu nehmen.
Auf einem Weihnachtsmarkt trifft Artur auf seinen Bruder Thomas, einen Spielzeughändler, der von Arturs finanziellen Problemen erfährt und ihn vom Selbstmord abhält. Thomas rät ihm, zur gemeinsamen Mutter zurückzukehren. Artur lässt sich schließlich überzeugen und findet in der bedingungslosen Liebe seiner Mutter Trost und Halt.
Im dritten Akt arrangiert Bruder Thomas die Familienzusammenführung. Hermine zeigt sich geläutert und bereit, mit weniger Luxus zufrieden zu sein. Das Stück endet mit der Versöhnung der Familie unter dem Christbaum.

## Entstehungs- und Aufführungsgeschichte
Anzengruber begann die Arbeit an der Weihnachtskomödie im Oktober 1884. Ursprünglich sollte das Stück an Weihnachten 1884 im Theater an der Wien aufgeführt werden. Die Premiere wurde jedoch verschoben, da der Bruder des Theaterdirektors Franz Jauner, Lucas Jauner, kurz vor Weihnachten Selbstmord beging, nachdem er als Direktor der niederösterreichischen Eskompte-Bank Gelder veruntreut hatte.
Da der Plot von Heimg'funden dem realen Fall Jauner sehr ähnlich war, befürchtete man einen Skandal. Die Premiere wurde auf Weihnachten 1885 verschoben, kam aber auch zu diesem Zeitpunkt nicht in Wien zustande. Das Stück wurde schließlich am 25. Dezember 1885 im Stadttheater Teplitz uraufgeführt.
Die Gründe für die erneute Absage in Wien sind nicht eindeutig geklärt. Möglicherweise spielte die Jauner-Affäre weiterhin eine Rolle, oder aber der große Erfolg von Johann Strauß’ Operette Der Zigeunerbaron verdrängte Anzengrubers Stück von den Wiener Spielplänen.
In den Folgejahren wurde Heimg'funden in mehreren Städten der Provinz aufgeführt, darunter Baden bei Wien, Graz, Klagenfurt, Bratislava und Innsbruck. Im Jahr 1887 erhielt Anzengruber für das Stück den Grillparzer-Preis.

## Historischer und literaturgeschichtlicher Kontext
Heimg'funden entstand in einer Zeit großer Umwälzungen im Wiener Theaterbetrieb. Die Operette erlebte einen enormen Aufschwung und verdrängte zunehmend das Volksstück von den Spielplänen. Anzengruber und sein Umfeld sahen in der Operette ein Feindbild, da sie ihr Konzept der Volksaufklärung ablehnten.
Darüber hinaus steht das Stück im Kontext der bürgerlichen Kleinfamilie und der Bedeutung des Weihnachtsfests im 19. Jahrhundert. Weihnachten entwickelte sich zu einem Fest der Familie, das mit der Schenkkultur und der Verklärung des Familienlebens einherging. Anzengruber zeigt in Heimg'funden die Schattenseiten dieser Entwicklung auf. Der drohende finanzielle Ruin des Familienvaters bringt die Familie an den Rand des Zusammenbruchs und verdeutlicht die ökonomische Abhängigkeit der familiären Beziehungen.
Motivlich weist das Stück Ähnlichkeiten zu Charles Dickens’ A Christmas Carol und Henrik Ibsens Nora oder Ein Puppenheim auf. Wie bei Dickens steht der Protagonist für die Härte und den Materialismus der Zeit, während die Familie und die Liebe als Gegenentwurf dienen.
Der Bezug zu Ibsen zeigt sich in der Figur der Hermine, die in ihrem Konsumverhalten und ihrer Naivität an Nora erinnert. Anzengruber thematisiert die Problematik der Liebe und des Geldes in der Ehe und kritisiert die Oberflächlichkeit des Bürgertums.
Heimg'funden ist ein Beispiel für Anzengrubers sozialkritisches Schaffen. Er zeigt die Folgen des wirtschaftlichen Fortschritts für die Familie und die Gesellschaft auf und problematisiert den Suizid als Ausweg aus der Not. Das Stück ist zwar in der Gründerzeit verortet, die darin verhandelten Themen haben aber auch heute noch Relevanz.